# /2016ALBUM/
Albums de deadmau5
while(1<2)
(2014)
W:/2016ALBUM/ est le huitième album studio du DJ et compositeur canadien deadmau5, sortie sous forme de téléchargement digital le 2 décembre 2016. La sortie vinyl est prévue pour le 17 février 2017 et la sortie physique sous forme de CD est prévue pour le 10 mars 2017. L'album sort sous son propre label, mau5trap.
3 singles sont extraits de cet album : Snowcone sorti le 27 mai 2016, 4ware sorti le 8 novembre 2016 dévoilé lors d'une interview avec Pete Tong et Let Go en featuring avec Grabbitz, sorti le 18 novembre 2016.

## Liste des pistes
| No  | Titre                     | Paroles  | Auteur   | Durée |
| --- | ------------------------- | -------- | -------- | ----- |
| 1.  | 4ware                     |          | deadmau5 | 8:39  |
| 2.  | 2448                      |          | deadmau5 | 6:25  |
| 3.  | Cat Thruster              |          | deadmau5 | 5:36  |
| 4.  | Glish                     |          | deadmau5 | 2:10  |
| 5.  | Imaginary Friends         |          | deadmau5 | 7:47  |
| 6.  | Let Go (feat. Grabbitz)   | Grabbitz | deadmau5 | 6:18  |
| 7.  | Deus Ex Machina           |          | deadmau5 | 6:31  |
| 8.  | No Problem                |          | deadmau5 | 6:59  |
| 9.  | Snowcone                  |          | deadmau5 | 5:14  |
| 10. | Three Pounds Chicken Wing |          | deadmau5 | 6:23  |
| 11. | Whelk Then                |          | deadmau5 | 5:39  |

| 12. | Let Go (Extended Mix) (feat. Grabbitz) | Grabbitz | deadmau5 | 11:31 |

| 12. | Strobe (No Mana Remix) | deadmau5 |  |

| 12. | Strobe (Monstergetdown Remix) | deadmau5 |  |

## Anecdotes
- La sortie du single Snowcone marque le retour de deadmau5 après deux ans d'absence. En effet, c'est le premier single de deadmau5 depuis la sortie de while(1<2).
- 4ware et la sortie de l'album sont dévoilés lors d'une interview avec Pete Tong sur BBC Radio 1.
- Les morceaux ont été réalisés en direct lors de live-streams sur la plateforme Twitch de 2014 à 2016 et étaient disponibles en écoute sur SoundCloud jusqu'à ce que deadmau5 se fasse pirater son compte.
- Le titre Imaginary Friends reprend la mélodie d'un morceau réalisé quelques années auparavant par deadmau5, s'intitulant 71c.
- Le titre Let Go s'intitulait initialement Blood For The Bloodgoat.
- Le titre 2448 est l'hymne de l'équipe de hockey sur glace de Toronto.
- Les morceaux 2448, 4ware, Imaginary Friends, l'acapella de Let Go et Three Pounds Chicken Wing ont déjà étés joués plusieurs fois en concert en tant que morceaux "work in progress".